# Anadiplosi
L'anadiplosi és un recurs literari usat en poesia que consisteix a repetir la mateixa paraula (o grup de paraules) al final d'un vers i principis del següent, de manera que es forma un efecte fonètic d'atenció del receptor, que subratlla la importància d'aquells mots i fa una pausa en el ritme de recitació general.
Un exemple d'anadiplosi és el següent fragment de Lo noi ressuscitat, poema pertanyent al poemari Sant Francesc (1895) del poeta català Jacint Verdaguer i Santaló:
—Melosos estan i a prop,

mes jo voldria una poma

una poma per ma set,

per la set que m'agullona.—